# McLaren MP4-20
McLaren MP4-20 — болид Формулы-1, разработанный Эдрианом Ньюи и Майком Кофлэном и построенный для участия в чемпионате 2005 года.
Впервые представлен на тестах в Барселоне 24 января 2005 года.

## Сезон 2005
Ходовая часть автомобиля была почти полностью переработана после провала MP4-18 и MP4-19. Для нового автомобиля были пересмотрены аэродинамика и подвеска, в связи с пересмотром регламента на 2005 год: поднято переднее крыло, уменьшен диффузор и заднее крыло переехало немного вперед.
Укороченая колесная база позволила максимально использовать производительность шин Michelin. Отличительными признаками автомобиля стали крылья типа 'рог', установленные на кузове за воздухозаборником, которые были попыткой уменьшения потерь прижимной силы, после внесения изменений в правила ФИА.
Машина была быстрой, но не отличалась надежностью. Райкконен выжимал из машины все лучшее, что мог в начале сезона, а Монтойя, который перешёл в McLaren из команды Williams, первоначально занимался настройкой и привыканием к новому автомобилю, отличного от шасси Williams. Этому препятствовала бытовая травма, которая помешала ему выступить в двух гонках в начале года. В конце концов он привык к автомобилю и добыл три победы и несколько подиумов.
Двигатель Mercedes-Benz был самым мощным в Формуле-1 в этом году, но у машины были проблемы с гидравликой, которые стоили Кими Райкконену звания Чемпиона мира в пользу Фернандо Алонсо, а McLaren — Кубка конструкторов, который они уступили Renault. Райкконен выиграл семь гонок и был в состоянии одержать победу, по меньшей мере ещё в трех, но его каждый раз подводила надежность автомобиля.
Непрерывное развитие в течение года сделало MP4-20 самым быстрым автомобилем Формулы-1 в период с середины сезона 2005 года, что особенно видно по числу поул-позиций и быстрых кругов, завоеванных гонщиками команды.
Райкконен и команда McLaren в конечном итоге заняли второе место в обоих чемпионатах, в то время как Монтойя занял четвёртое место в личном зачете гонщиков.
McLaren MP4-20 по итогам года был признан «Гоночным автомобилем года 2005», по версии журнала «Autosport» и получил специальную награду.

## Результаты в чемпионате2005года
| Шасси  | Двигатель               | Шины | Пилоты     | 1   | 2   | 3   | 4    | 5   | 6   | 7   | 8   | 9   | 10   | 11  | 12   | 13   | 14  | 15  | 16  | 17  | 18   | 19   | Место | Очки |
| ------ | ----------------------- | ---- | ---------- | --- | --- | --- | ---- | --- | --- | --- | --- | --- | ---- | --- | ---- | ---- | --- | --- | --- | --- | ---- | ---- | ----- | ---- |
| MP4-20 | Mercedes FO 108 3,0 V10 | M    |            | АВС | МАЛ | БАХ | САН  | ИСП | МОН | ЕВР | КАН | США | ФРА  | ВЕЛ | ГЕР  | ВЕН  | ТУР | ИТА | БЕЛ | БРА | ЯПО  | КИТ  | 2     | 182  |
| MP4-20 | Mercedes FO 108 3,0 V10 | M    | Райкконен  | 8   | 9   | 3   | Сход | 1   | 1   | 11  | 1   | НС  | 2    | 3   | Сход | 1    | 1   | 4   | 1   | 2   | 1    | 2    | 2     | 182  |
| MP4-20 | Mercedes FO 108 3,0 V10 | M    | Монтойя    | 6   | 4   | Т   | Т    | 7   | 5   | 7   | ДСК | НС  | Сход | 1   | 2    | Сход | 3   | 1   | 14  | 1   | Сход | Сход | 2     | 182  |
| MP4-20 | Mercedes FO 108 3,0 V10 | M    | де ла Роса |     |     | 5   |      |     |     |     |     |     |      |     |      |      |     |     |     |     |      |      | 2     | 182  |
| MP4-20 | Mercedes FO 108 3,0 V10 | M    | Вурц       |     |     |     | 3    |     |     |     |     |     |      |     |      |      |     |     |     |     |      |      | 2     | 182  |

| Легенда к таблице |                                                                    |
| --- | ------------------------------------------------------------------ |
| В таблице перечислены результаты всех Гран-при Формулы-1, в которых использовался автомобиль. Строками таблицы являются сезоны, столбцами — этапы чемпионата мира. В каждой клетке указаны сокращённое название этапа и результат, дополнительно обозначенный цветом. Расшифровка обозначений и цветов представлена в нижеследующей таблице. |                                                                    |
| \| Пример \| Описание \| \| ------------ \| ------------------------------------------------------------------ \| \| 1 \| Победитель \| \| 2 \| Второе место \| \| 3 \| Третье место \| \| 5 \| Финишировал, заработав очки \| \| Сход \| Не финишировал, но при этом заработал очки \| \| 12 \| Финишировал, не получив очков \| \| НКЛ \| Финишировал, но не попал в финальную классификацию \| \| 15 \| Участвовал вне зачёта, либо по отдельной классификации \| \| 18 \| Не финишировал, но попал в финальную классификацию \| \| Сход \| Не финишировал \| \| НКВ \| Не прошёл квалификацию \| \| НПКВ \| Не прошёл предквалификацию \| \| ДСК \| Дисквалифицирован \| \| ИСК \| Исключён из протокола соревнований \| \| ТТ \| Заявлен для участия только в тренировках \| \| НС \| Участвовал в квалификации, но не стартовал в гонке \| \| Т \| Травмирован или болен \| \| ОТК \| Отказ от участия \| \| НТР \| Прибыл на соревнования, но на трассу не выезжал \| \| НПР \| Был заявлен в числе участников, но не прибыл к началу соревнований \| \| О \| Соревнования отменены \| \| \| Не участвовал \| \| Поул-позиция \| \| \| Быстрый круг \| \| |                                                                    |
| Пример | Описание                                                           |
| 1 | Победитель                                                         |
| 2 | Второе место                                                       |
| 3 | Третье место                                                       |
| 5 | Финишировал, заработав очки                                        |
| Сход | Не финишировал, но при этом заработал очки                         |
| 12 | Финишировал, не получив очков                                      |
| НКЛ | Финишировал, но не попал в финальную классификацию                 |
| 15 | Участвовал вне зачёта, либо по отдельной классификации             |
| 18 | Не финишировал, но попал в финальную классификацию                 |
| Сход | Не финишировал                                                     |
| НКВ | Не прошёл квалификацию                                             |
| НПКВ | Не прошёл предквалификацию                                         |
| ДСК | Дисквалифицирован                                                  |
| ИСК | Исключён из протокола соревнований                                 |
| ТТ | Заявлен для участия только в тренировках                           |
| НС | Участвовал в квалификации, но не стартовал в гонке                 |
| Т | Травмирован или болен                                              |
| ОТК | Отказ от участия                                                   |
| НТР | Прибыл на соревнования, но на трассу не выезжал                    |
| НПР | Был заявлен в числе участников, но не прибыл к началу соревнований |
| О | Соревнования отменены                                              |
| | Не участвовал                                                      |
| Поул-позиция |                                                                    |
| Быстрый круг |                                                                    |